# Rafael Rojas (actor)
Rafael Humberto Rojas Morales (San José, 16 de abril de 1961) es un actor costarricense nacionalizado mexicano. En la actuación se ha desempeñado en televisión, cine y teatro.

## Biografía
Nació en San José, el 16 de abril de 1961. Es hijo de José Francisco Rojas y María Enilda Morales. Desde pequeño se inició en la actuación, con sólo siete años hizo su primera obra de teatro, que era infantil. Realizó estudios de actuación en el Conservatorio de Castella en su país. También se dedicó al modelaje.
Ya con 22 años, se trasladó a México para buscar mejores oportunidades. Debutó en la película La Segua en 1984. En televisión participó en la serie La hora marcada y en telenovelas debutó en Martín Garatuza. Se dio a conocer masivamente en la exitosa telenovela Quinceañera interpretando a Gerardo Fernández y compartiendo crédito con Thalía. Su primer protagónico lo obtuvo en la telenovela Teresa en 1989. Desde allí, desarrolló una vasta carrera en telenovelas, participando en más de 30, destacando en todo tipo de personajes, como villanos en Yo no creo en los hombres y Baila conmigo; o como buenos en Valentina y Amor real. También ha forjado una carrera en teatro, en obras como Mi mujer se llama Mauricio y Final de viernes.
Rafael se ha casado dos veces, la primera en Costa Rica cuando tenía 19 años; y la segunda en México cuando tenía 29 años.
Luego de una pausa de ocho años en su carrera el 11 de enero de 2017, se incorpora a la serie El final del camino de TVE; y en abril en el protagónico de la película Despertar (2017) de la directora Soley Bernal una coproducción entre Costa Rica y México.

## Filmografía

### Telenovelas
- El final del camino (2017).... Harith
- Vidas robadas (2010).... Pedro Antonio Fernández Vidal
- Eternamente tuya (2009).... Hernán
- Pasión (2007-2008).... Coronel José María de Valencia
- Duelo de pasiones (2006).... Máximo Valtierra
- Amor libre (2004-2005).... Octavio “El Pachuli”
- Mariana de la noche (2003-2004).... Gerardo Montiel
- Amor real (2003).... Amadeo Corona
- Mi vida sin tú amor (2001-2002).... Salvador
- Rayito de luz (2000-2001).... Antonio Sánchez
- Carita de ángel (2000-2001).... Gaspar
- Siempre te amaré (2000).... Patricio Mistral
- Serafín (1999).... Enrique
- María Isabel (1997-1998).... Rigoberto
- El alma no tiene color (1997).... Luis Diego Morales
- La sombra del otro (1996).... Manuel de la Riva
- Si Dios me quita la vida (1995).... Francesco de Marchi
- Valentina (1993-1994).... Julio Carmona
- Clarisa (1993).... Danilo Bracho Sanabria
- Baila conmigo (1992).... Bruno Ventura
- Yo no creo en los hombres (1991).... Arturo Ibáñez
- Mi pequeña Soledad (1990).... Lalo
- Morir para vivir (1989)
- Teresa (1989).... Mario Castro
- Amor en silencio (1988).... Sebastián
- Quinceañera (1987-1988).... Gerardo Fernández Sarcoser
- Pobre señorita Limantour (1987) .... Alfonso
- El engaño (1986).... Reynaldo
- Martín Garatuza (1986).... César de Villaclara

### Cine
- Despertar (2017)
- Sabuesos (2009)
- Sala de espera (2005)
- Los zapatos de Muddy Mae (2005)
- Amores circulares (2004)
- Mi verdad (2004).... El Flaco
- ¿Y si te mueres? (2000)
- La venganza del cuatrero (1999)
- Chevrolet (1997).... Policía
- Crisis (1998).... Julián Ramírez
- Noche de paz (1998)
- Sus ojos se cerraron y el mundo sigue andando (1997).... Cantante
- Simple mortal (1996)
- Mujeres infieles (1995).... Alfonso
- La sombra del delator (1993)
- Infamia (1991)
- Sangre y arena (1989).... Maletilla
- La Segua (1984).... Teniente José Corona

### Series de TV
- A cada quien su santo (2011)
- Lo que callamos las mujeres (2009 - 2010)

- Mujer, casos de la vida real (1997 - 2003)

- Serie negra (1994)
- La hora marcada (1989).... Honorio (episodio "Un guiño de ojo")

### Teatro
- Aquel tiempo de campeones
- Mi mujer se llama Mauricio
- Baila conmigo
- Final de Viernes

## Premios y nominaciones

### Premios TVyNovelas
| Año  | Categoría                  | Telenovela         | Resultado |
| ---- | -------------------------- | ------------------ | --------- |
| 1997 | Mejor actor protagónico    | La sombra del otro | Nominado  |
| 1993 | Mejor villano              | Baila conmigo      | Nominado  |
| 1991 | Mejor actor joven          | Mi pequeña Soledad | Nominado  |
| 1990 | Mejor revelación masculina | Teresa             | Nominado  |

### Premios Eres
| Año  | Categoría             | Telenovela                | Resultado |
| ---- | --------------------- | ------------------------- | --------- |
| 1992 | Mejor actor coestelar | Yo no creo en los hombres | Nominado  |

### Premios Califa de Oro
| Año  | Categoría         | Programa/Telenovela | Resultado |
| ---- | ----------------- | ------------------- | --------- |
| 2006 | Destaca Actuación | Duelo de pasiones   | Ganador   |